# Leichtathletik-Europameisterschaften 1966/200 m der Frauen

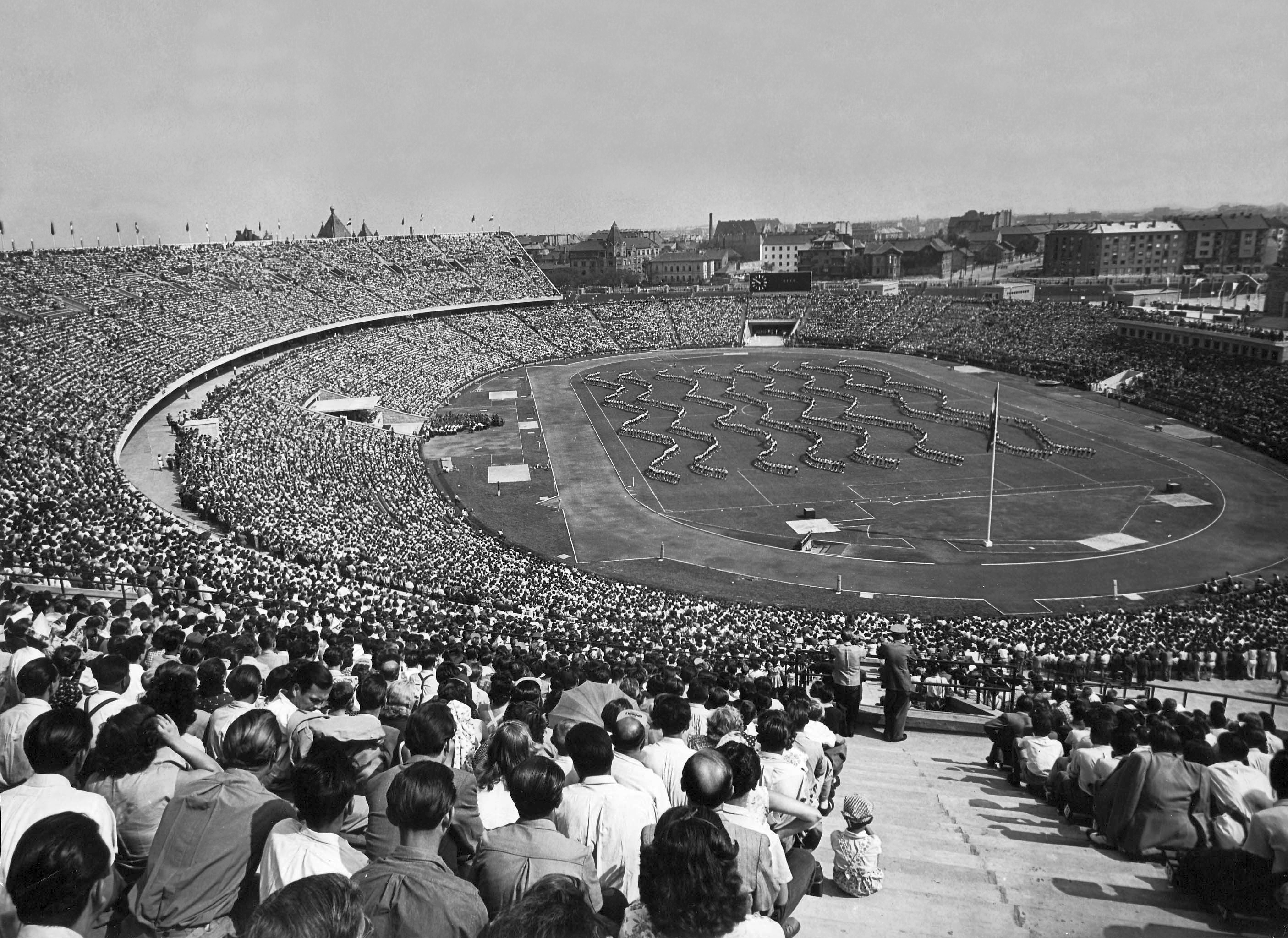
Das Népstadion bei einer Veranstaltung im Jahr 1953

Der 200-Meter-Lauf der Frauen bei den Leichtathletik-Europameisterschaften 1966 wurde vom 31. August bis 2. September 1966 im Budapester Népstadion ausgetragen.
In diesem Wettbewerb tauschten die beiden bereits über 100 Meter erfolgreichen Polinnen die Reihenfolge: Europameisterin wurde die Weltrekordinhaberin Irena Kirszenstein, spätere Irena Szewińska. Silber gewann Ewa Kłobukowska. Gemeinsam waren beide später auch siegreich mit der 4-mal-100-Meter-Staffel. Auf den dritten Platz kam Wera Popkowa aus der Sowjetunion.

## Rekorde

### Bestehende Rekorde
| Weltrekord           | 22,7 s | Irena Kirszenstein | Warschau, Polen         | 8. August 1965     |
| Europarekord         | 22,7 s | Irena Kirszenstein | Warschau, Polen         | 8. August 1965     |
| Meisterschaftsrekord | 23,5 s | Jutta Heine        | EM Belgrad, Jugoslawien | 15. September 1962 |

### Rekordverbesserung
Im Finale am 2. September verbesserte die polnische Europameisterin Irena Kirszenstein bei Windstille den bestehenden EM-Rekord um vier Zehntelsekunden auf 23,1 s. Zu ihrem eigenen Welt und Europarekord fehlten ihr vier Zehntelsekunden.

## Problemfeld Geschlechtsstatus
Diskussionen gab es um die Frage des Geschlechtsstatus: Sind alle Sportlerinnen, die bei den Frauenwettkämpfen antreten, tatsächlich, Frauen? Es hatte in der Vergangenheit vor allem bei den beiden überaus erfolgreichen sowjetischen Geschwistern Tamara und Irina Press, Zweifel gegeben. Die beiden stellten sich den neu eingeführten sogenannten Sextests nicht, nahmen somit an diesen Europameisterschaften nicht teil und tauchten von da an nie mehr bei Wettkämpfen auf.
Mit der hier ebenfalls stark auftretenden Polin Ewa Kłobukowska war eine weitere Athletin von diesen Geschlechtstests betroffen. Sie passierte den Test bei diesen Europameisterschaften ohne Beanstandung, wurde allerdings im Jahr 1967 im Rahmen des Europacups aufgrund ihrer Geschlechtschromosome als Hermaphrodit eingestuft. Dies hatte zur Folge, dass sie von da nicht mehr an Wettbewerben teilnehmen konnte. 1969 strich der Weltleichtathletikverband (damals IAAF) nachträglich alle Weltrekorde, an denen Ewa Kłobukowska beteiligt war. Ihre errungenen Titel und Medaillen durfte sie dagegen behalten. Zur Einordnung dieser Fakten gehört allerdings auch die Tatsache, dass die betroffene Sportlerin später heiratete und einen Sohn gebar.

## Vorrunde
31. August 1966
Die Vorrunde wurde in vier Läufen durchgeführt. Die ersten vier Athletinnen pro Lauf – hellblau unterlegt – qualifizierten sich für das Halbfinale.
Auch in diesem Wettbewerb war die Einteilung der Vorläufe sehr unausgewogen. Im zweiten Rennen schieden zwei Läuferinnen aus, im dritten war es eine Sprinterin, die nicht die nächste Runde erreichte. In den Vorläufen eins und vier dagegen mussten die Teilnehmerinnen unabhängig von ihrer gelaufenen Zeit lediglich die Ziellinie überqueren, um im Halbfinale dabei zu sein. So trabte zum Beispiel die spätere Europameisterin Irena Kirszenstein im vierten Vorlauf als Vierte und Letzte ins Ziel und war dabei mehr als zwei Sekunden langsamer als im Finale.

### Vorlauf 1
Wind: +3,3 m/s
| Platz | Name            | Nation         | Zeit (s) |
| ----- | --------------- | -------------- | -------- |
| 1     | Truus Hennipman | Niederlande    | 24,0     |
| 2     | Ioana Petrescu  | Rumänien       | 24,5     |
| 3     | Maureen Tranter | Großbritannien | 24,7     |
| 4     | Gabrielle Meyer | Frankreich     | 25,6     |

### Vorlauf 2
Wind: +0,3 m/s
| Platz | Name                | Nation      | Zeit (s) |
| ----- | ------------------- | ----------- | -------- |
| 1     | Ewa Kłobukowska     | Polen       | 23,6     |
| 2     | Christina Heinich   | DDR         | 23,8     |
| 3     | Karin Wallgren      | Schweden    | 24,4     |
| 4     | Walentyna Bolschowa | Sowjetunion | 24,4     |
| 5     | Olimbi Moçka        | Albanien    | 27,2     |

### Vorlauf 3
Wind: +2,9 m/s
| Platz | Name               | Nation           | Zeit (s) |
| ----- | ------------------ | ---------------- | -------- |
| 1     | Wera Popkowa       | Sowjetunion      | 23,7     |
| 2     | Kirsten Roggenkamp | BR Deutschland   | 23,7     |
| 3     | Ingrid Tiedtke     | DDR              | 23,9     |
| 4     | Eva Lehocká        | Tschechoslowakei | 24,3     |
| 5     | Janet Simpson      | Großbritannien   | 24,6     |
| 6     | Erzsébet Bartos    | Ungarn           | 24,8     |

### Vorlauf 4
Wind: +5,2 m/s
| Platz | Name               | Nation         | Zeit (s) |
| ----- | ------------------ | -------------- | -------- |
| 1     | Hannelore Trabert  | BR Deutschland | 24,6     |
| 2     | Donata Govoni      | Italien        | 24,7     |
| 3     | Ljiljana Petnjarić | Jugoslawien    | 25,2     |
| 4     | Irena Kirszenstein | Polen          | 25,2     |

## Halbfinale
1. September 1966
In den beiden Halbfinalläufen qualifizierten sich die jeweils ersten vier Athletinnen – hellblau unterlegt – für das Finale.

### Lauf 1
Wind: ±0,0 m/s
| Platz | Name               | Nation         | Zeit (s) |
| ----- | ------------------ | -------------- | -------- |
| 1     | Ewa Kłobukowska    | Polen          | 23,8     |
| 2     | Wera Popkowa       | Sowjetunion    | 23,9     |
| 3     | Ingrid Tiedtke     | DDR            | 24,1     |
| 4     | Hannelore Trabert  | BR Deutschland | 24,1     |
| 5     | Karin Wallgren     | Schweden       | 24,4     |
| 6     | Ljiljana Petnjarić | Jugoslawien    | 25,0     |
| 7     | Gabrielle Meyer    | Frankreich     | 25,2     |
| DNF   | Ioana Petrescu     | Rumänien       |          |

### Lauf 2
Wind: +1,3 m/s
| Platz | Name                | Nation           | Zeit (s) |
| ----- | ------------------- | ---------------- | -------- |
| 1     | Irena Kirszenstein  | Polen            | 23,6     |
| 2     | Kirsten Roggenkamp  | BR Deutschland   | 23,8     |
| 3     | Truus Hennipman     | Niederlande      | 24,0     |
| 4     | Eva Lehocká         | Tschechoslowakei | 24,1     |
| 5     | Walentyna Bolschowa | Sowjetunion      | 24,3     |
| 6     | Maureen Tranter     | Großbritannien   | 24,3     |
| 7     | Christina Heinich   | DDR              | 24,5     |
| 8     | Donata Govoni       | Italien          | 24,9     |

## Finale

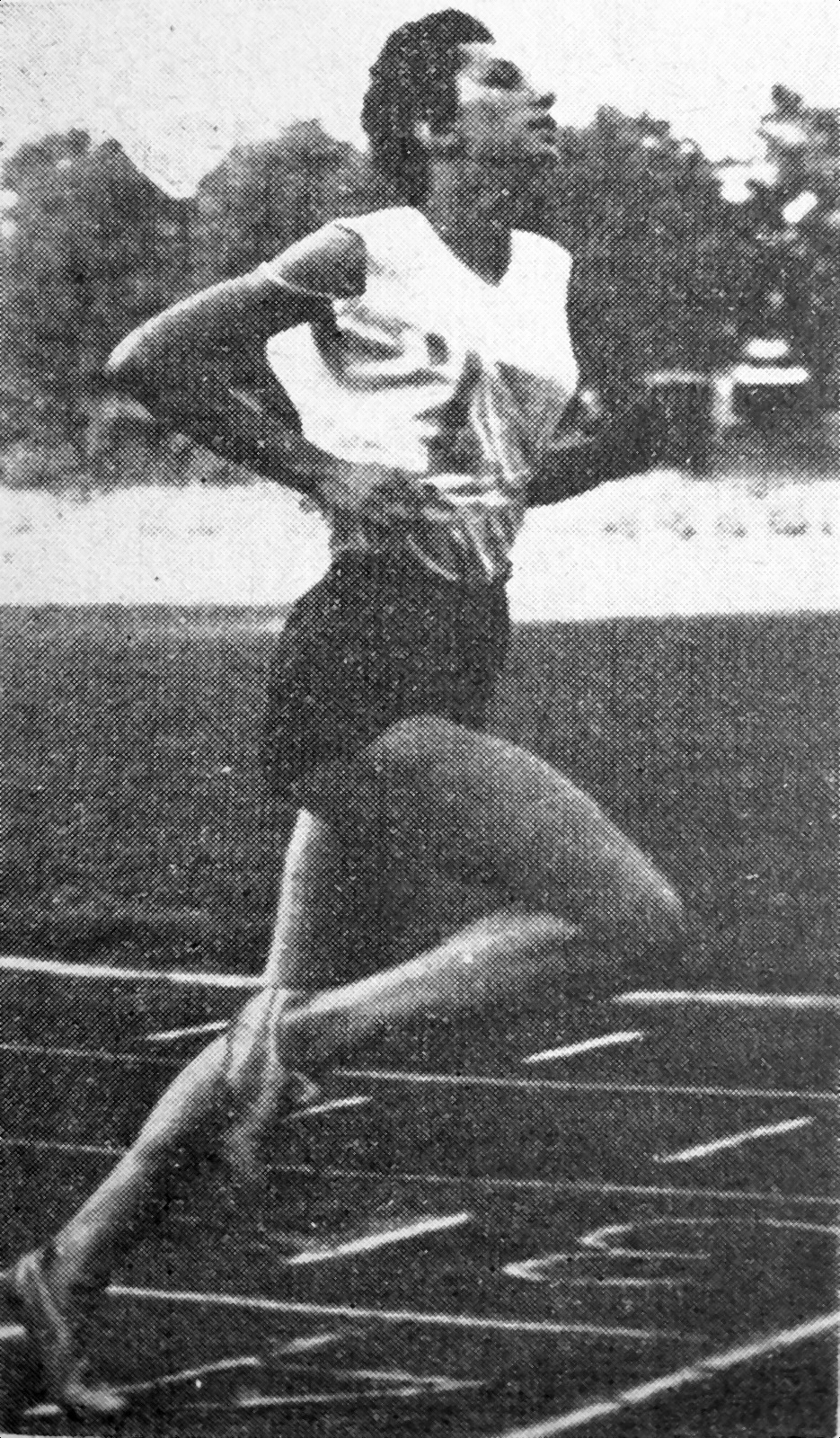
Irena Kirszenstein – dreifache Europameisterin von Budapest (200 Meter, 4-mal-100-Meter, Weitsprung), außerdem Zweite über 100 Meter
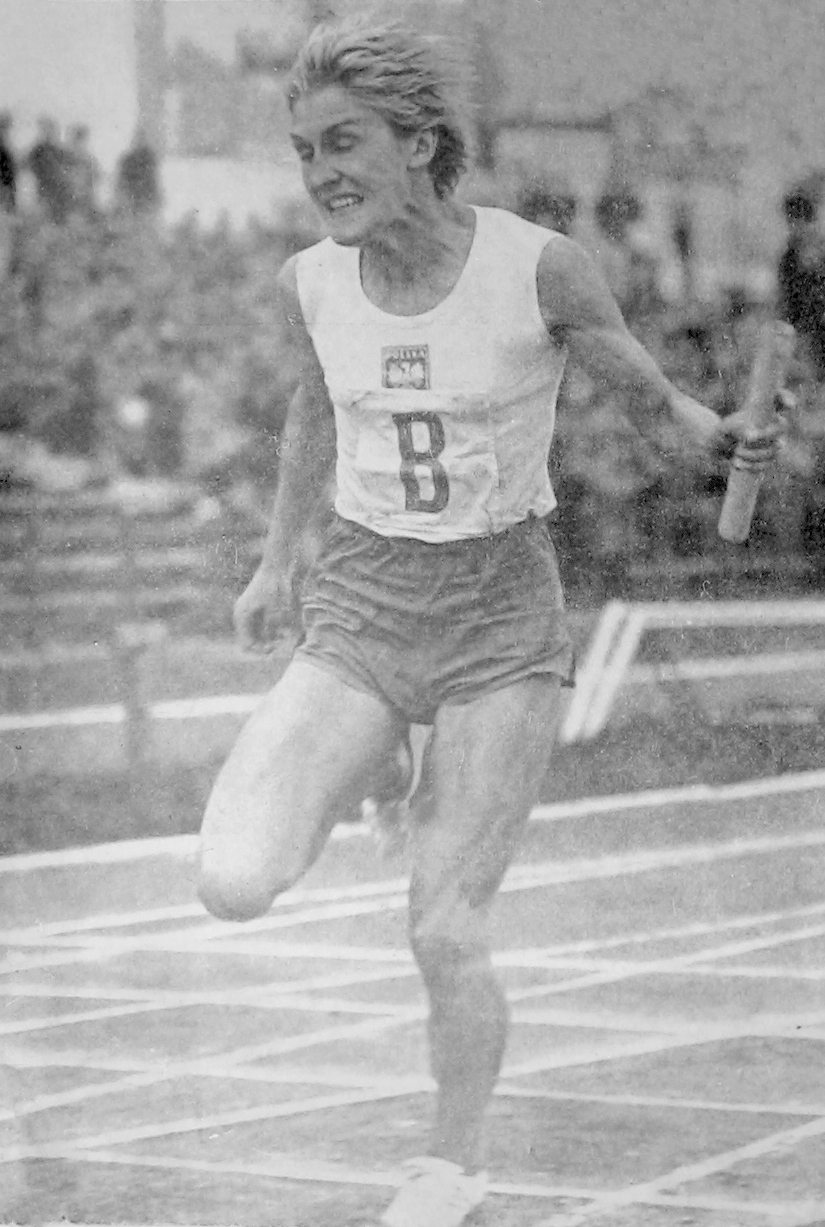
Ewa Kłobukowska – Vizeeuropameisterin über 200 Meter, Siegerin über 100 Meter und mit der Sprintstaffel
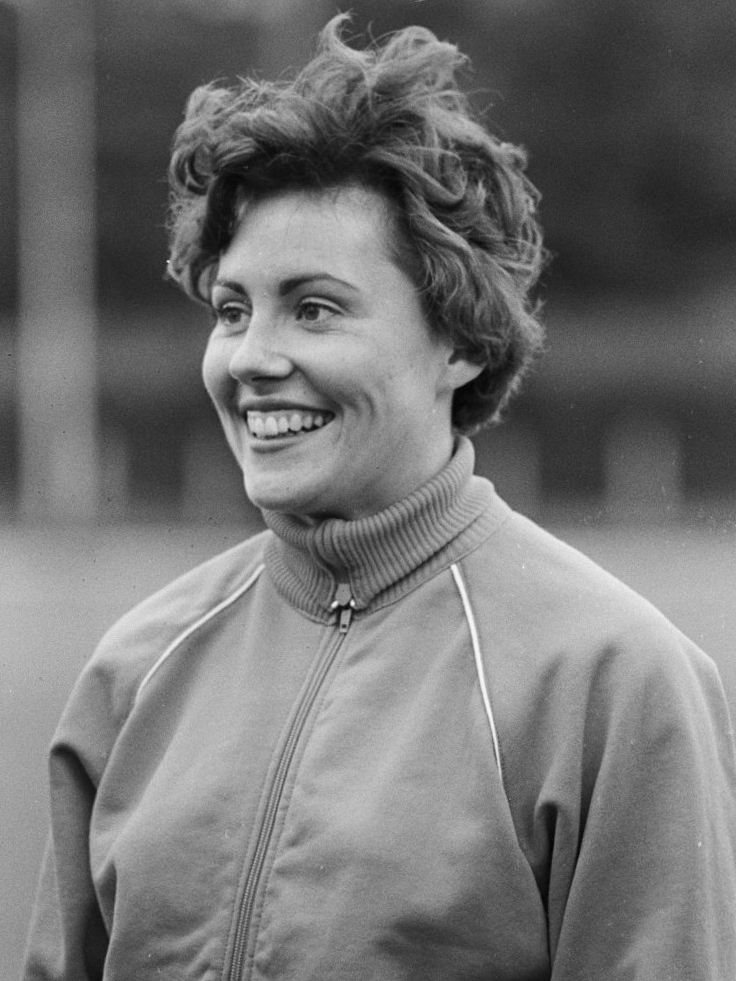
Truus Hennipman belegte in diesem Finale Rang acht

2. September 1966
Wind: ±0,0 m/s
| Platz | Name               | Nation           | Zeit (s) |
| ----- | ------------------ | ---------------- | -------- |
| 1     | Irena Kirszenstein | Polen            | 23,1 CR  |
| 2     | Ewa Kłobukowska    | Polen            | 23,4     |
| 3     | Wera Popkowa       | Sowjetunion      | 23,7     |
| 4     | Kirsten Roggenkamp | BR Deutschland   | 23,8     |
| 5     | Ingrid Tiedtke     | DDR              | 23,9     |
| 6     | Eva Lehocká        | Tschechoslowakei | 24,0     |
| 7     | Hannelore Trabert  | BR Deutschland   | 24,2     |
| 8     | Truus Hennipman    | Niederlande      | 24,3     |

## Video
- European Athletics In Budapest AKA European Athletics (1966), Bereich: 3:18 min bis 4:02 min, youtube.com, abgerufen am 18. Juli 2022